# National Conference on Lynching
La National Conference on Lynching (en français : Conférence nationale sur le lynchage) est une conférence qui  a eu lieu à Carnegie Hall, à New York, du 5 au 6 mai 1919. Le but de la conférence était de faire pression sur le Congrès pour qu'il adopte le Dyer Anti-Lynching Bill (en) (Projet de loi Dyer anti-lynchage). C'était un projet de la NAACP alors nouvelle association militant pour les droits des personnes noires, qui avait publié en avril un rapport, Thirty Years of Lynching in the United States, 1889-1918 (Trente ans de lynchage aux Etats-Unis).
Le conférencier principal était Charles Evans Hughes, ancien gouverneur de New York et secrétaire d'État, juge à la Cour suprême, et candidat défait à la présidence lors de l'élection présidentielle de 1916. « Hughes a dit à la foule que les soldats noirs qui ont fait preuve de bravoure, d'honneur et de loyauté en Europe méritaient une protection égale en vertu de la loi dans leur pays ». Lui et d'autres républicains n'étaient pas pour l'égalité raciale, mais pour une protection égale en vertu de la loi. « Ses remarques étaient dirigées, en partie, contre son ennemi politique, le Président Wilson »:53,, sudiste et ségrégationniste. De longues citations de son discours ont été publiées dans le New York Times (à la page 15).
Le général John H. Sherburne, commandant de la 167e brigade d'artillerie de couleur de la 92e division, a décrit la vaillance des artilleurs noirs sous son commandement.
Le seul Afro-Américain à s'adresser au public était James Weldon Johnson, secrétaire de terrain de la NAACP. « Johnson s'est efforcé de rendre les Blancs présents... si mal à l'aise qu'ils feraient pression sur les dirigeants politiques pour une loi fédérale anti-lynchage ». Les autres orateurs étaient la suffragette Dr Anna Howard Shaw, qui présentait le Droit de vote des femmes aux États-Unis comme un moyen d'éliminer le lynchage, et Emmet O'Neal, ancien gouverneur de l'Alabama, qui a parlé de la responsabilité d'un gouverneur de s'assurer que les forces de l'ordre locales appliquent la loi.
La conférence a été immédiatement suivie, le même jour à Carnegie Hall, d'une « réunion de masse » de la Society for Ethical Culture (en), au cours de laquelle le président de la NAACP et organisateur de la conférence nationale sur le lynchage, Moorfield Storey (en) était le conférencier invité.
La conférence n'a eu qu'un impact limité, car elle prêchait à des convaincus, et elle n'a pas bénéficié d'autant de publicité que ses organisateurs l'espéraient. Cela a eu cependant un effet positif sur les Afro-Américains : L'adhésion à la NAACP a considérablement augmenté. En janvier 1918, la NAACP comptait 9 200 membres et  en mai 1919, elle en comptait plus de 62 000.
Le projet de loi n'a jamais été adopté puisqu'il a été bloqué par des sénateurs du Sud pratiquant une obstruction systématique. Ce n'est qu'en décembre 2018 que le Sénat a adopté (à l'unanimité) une loi interdisant le lynchage, la Justice for Victims of Lynching Act (en), mais la Chambre des représentants n'a pris aucune mesure et le projet de loi est mort.